# 孫暢敏
孫暢敏（1965年4月24日—），韓國男演員。

## 影視作品

### 電視劇
- 1990年：KBS《冬季外星人》
- 1991年：KBS《秋花冬木》
- 1996年：SBS《愛的名字》
- 1997年：MBC《我生存的理由》
- 1997年：MBC《復仇血戰》
- 1999年：MBC《菊熙》
- 2003年：SBS《窈窕淑女》
- 2005年：SBS《不良主婦》飾演 丘修翰
- 2005年：MBC《辛旽》飾演 遍照/辛旽
- 2007年：OCN《黑道奶爸（朝鲜语：키드갱 (드라마)）》飾演 姜巨奉
- 2008年：MBC《天下絕色朴貞今》飾演 鄭龍俊
- 2010年：MBC《Road No. 1》飾演 吳宗基
- 2010年：MBC《暴風的戀人》飾演 李泰燮
- 2011年：KBS《榮光的在仁》飾演 徐載明
- 2012年：MBC《馬醫》飾演 李明煥
- 2013年：MBC《歐若拉公主》飾演 吳金星
- 2013年：JTBC《無情都市》飾演 閔洪基
- 2014年：SBS《心情好的日子》飾演 南宮英
- 2014年：MBC《傲慢與偏見》飾演 鄭昌奇
- 2015年：KBS《不善良的女人們》飾演 李文學
- 2015年：MBC《我的女兒，琴四月》飾演 姜萬厚
- 2017年：SBS《姐姐風采依舊》飾演 具必模
- 2017年：SBS《我的野蠻女友》飾演 徽宗
- 2018年：SBS《皇后的品格》飾演 具必模
- 2019年：JTBC《花婆堂：朝鮮婚姻介紹所》飾演 尹動奭
- 2020年：tvN《青春紀錄》飾演 安勝祖
- 2022年：Disney+《警校菜鳥》飾演 魏志鎔
- 2022年：KBS 2《颱風的新娘》飾演 姜白山

### 電影
- 2004年：《孟父三遷之教》
- 2004年：《老大傳奇》
- 2007年：《野蠻師生3之黑道業務員》
- 2009年：《鄭勝必失蹤事件》

## 外部連結
- NAVER （页面存档备份，存于）